# 經濟學家報 (西班牙)
《经济学家报》（西班牙語：El Economista）是西班牙的一家财经日报，总部位于马德里。

## 历史
2006年2月28日发行首刊，是西班牙历史上的第四家财经类日报。创始人是阿方索·萨拉斯、胡安·冈萨雷斯和格雷戈里奥·佩纳，他们也是综合性报纸《世界报》的联合创始人之一。
该报的目标读者群涵盖金融学专业读者以及广大投资者。它主张自由竞争、男女平等和公开透明的理念。在排版上，它以大报版式出版，分为四个不同板块，用不同颜色加以区别。在语言方面，该报力求使用通俗易懂的简单词汇，向读者传达复杂的金融学概念。
该报在工作日的发行页码为36页，周末为64页。每周六发行一增刊，提供市场分析、汇报和调查等类别的文章。周末还有不定期增刊。2006年3月31日开通网站，成为西班牙第一个电子财经类日报。后来增加了英语版网站。
《经济学家报》荣获新闻设计协会颁发的2006年度世界最佳报纸设计奖。2006年和2007年再次荣获西班牙和葡萄牙地区最佳报纸设计奖。世界报业协会将其列为2006-2007年度世界十佳设计报纸。

## 发行量
2007年发行量为26,155份；2011年发行量23,000份，是继《拓展报》和《五日报》后的西班牙第三大财经类日报。2012年发行量达到了32,274份。